# Cor trencat
Cor trencat (títol original: American Heart) és una pel·lícula estatunidenca dirigida per Martin Bell, estrenada l'any 1992. Ha estat doblada al català.

## Argument
Jack Kelson surt d'una llarga pena de presó i troba a Seattle el seu fill Nick, fins llavors sense llar estable perquè la seva mare ha mort fa diversos anys. Encara que no es coneixen gaire, Jack se sent obligat cap a Nick mentre que aquest necessita una família. Jack somnia marxar a Alaska però ha d'escapar als seus vells dimonis.

## Repartiment
- Jeff Bridges: Jack Kelson
- Edward Furlong: Nick Kelson
- Lucinda Jenney: Charlotte
- Donatiu Harvey: Rainey

## Rebuda
La pel·lícula obté un 88% de critiques positives, amb una nota mitjana de 6,4/10 i amb la base de 8 critiques recollides, en el lloc Rotten Tomatoes.
En els Premis Independent Spirit 1992, Jeff Bridges va aconseguir pel seu paper el premi al millor actor i el film va ser nominat a les categories a la millor pel·lícula, de la millor fotografia i dels millors papers secundaris masculí (Edward Furlong) i femení (Lucinda Jenney).
Crítica: "Bell, abans documentalista, debuta com a director. Bridges és pare i perdedor. Després arriben les rutines i, gràcies a la interpretació protagonista, els gestos adequadament enèrgics"